# Louis-Hébert (circonscription fédérale)
Pour les articles homonymes, voir Louis Hébert (homonymie) et Hébert.
Circonscription électorale fédérale du Canada
Louis-Hébert est une circonscription électorale fédérale de la région de Québec au Québec (Canada). Elle est représentée à la Chambre des communes depuis 1968 et rappelle le pionnier Louis Hébert, premier colon français à s'établir en Nouvelle-France. 

## Description
La circonscription, située dans la région québécoise de la Capitale-Nationale, consiste en la partie ouest de la ville de Québec, essentiellement l'arrondissement de Sainte-Foy–Sillery–Cap-Rouge.
Les circonscriptions limitrophes sont Portneuf—Jacques-Cartier à l'ouest, Louis-Saint-Laurent au nord et au nord-est, Québec à l'est, Lévis—Bellechasse au sud-est et Lotbinière—Chutes-de-la-Chaudière au sud-ouest.

## Historique
La circonscription de Louis-Hébert est a été créée en 1966 à partir de parties des circonscriptions de Québec-Est, Québec-Ouest, Québec-Sud et Québec—Montmorency.

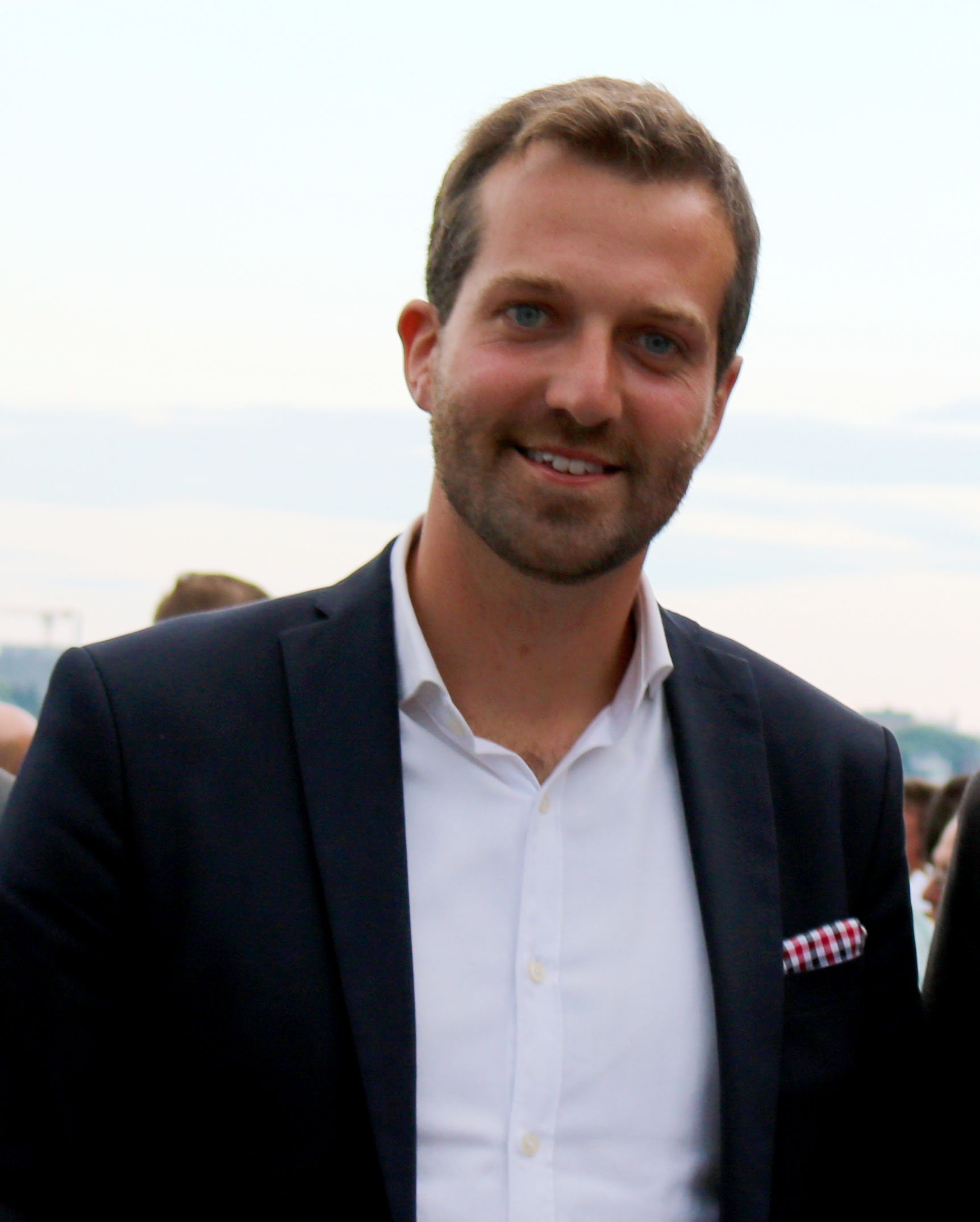
Joël Lightbound est le député actuel de Louis-Hébert

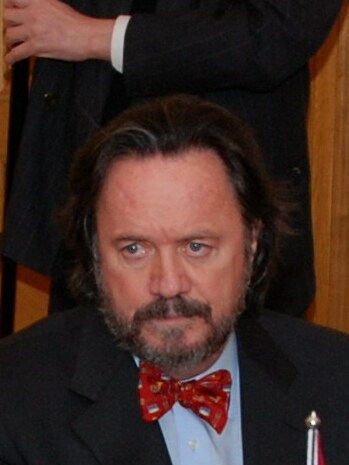
Dennis Dawson

## Députés
| Législature                                                                      | Années        | Député                   | Parti | Parti                     |
| -------------------------------------------------------------------------------- | ------------- | ------------------------ | ----- | ------------------------- |
| Louis-Hébert issue de Québec-Est, Québec-Ouest, Québec-Sud et Québec—Montmorency |               |                          |       |                           |
| 28e                                                                              | 1968–1972     | Jean-Charles Cantin      |       | Libéral                   |
| 29e                                                                              | 1972–1974     | Albanie Morin            |       | Libéral                   |
| 30e                                                                              | 1974–1976     | Albanie Morin            |       | Libéral                   |
| 30e                                                                              | 1977–1979     | Dennis Dawson            |       | Libéral                   |
| 31e                                                                              | 1979–1980     | Dennis Dawson            |       | Libéral                   |
| 32e                                                                              | 1980–1984     | Dennis Dawson            |       | Libéral                   |
| 33e                                                                              | 1984–1988     | Suzanne Fortin-Duplessis |       | Progressiste-conservateur |
| 34e                                                                              | 1988–1993     | Suzanne Fortin-Duplessis |       | Progressiste-conservateur |
| 35e                                                                              | 1993–1997     | Philippe Paré            |       | Bloc québécois            |
| 36e                                                                              | 1997–2000     | Hélène Alarie            |       | Bloc québécois            |
| 37e                                                                              | 2000–2004     | Hélène Scherrer          |       | Libéral                   |
| 38e                                                                              | 2004–2006     | Roger Clavet             |       | Bloc québécois            |
| 39e                                                                              | 2006–2008     | Luc Harvey               |       | Conservateur              |
| 40e                                                                              | 2008–2011     | Pascal-Pierre Paillé     |       | Bloc québécois            |
| 41e                                                                              | 2011–2015     | Denis Blanchette         |       | Néo-démocrate             |
| 42e                                                                              | 2015–2019     | Joël Lightbound          |       | Libéral                   |
| 43e                                                                              | 2019–2021     | Joël Lightbound          |       | Libéral                   |
| 44e                                                                              | 2021–2025     | Joël Lightbound          |       | Libéral                   |
| 45e                                                                              | 2025–en cours | Joël Lightbound          |       | Libéral                   |

## Résultats électoraux

### Tendances
| |
| - Parti libéral - Créditiste (ancien) - NPD - Progressiste-conservateur (ancien) - Parti vert - Bloc québécois - Réformiste (ancien) - Alliance canadienne (ancien) - Parti conservateur - Parti populaire |